# Erosión y tectónica
La interacción entre la tectónica y la erosión ha sido motivo de debate desde la década de 1990. Si bien los efectos tectónicos en la superficie de los procesos tales como la erosión (por ejemplo, el arrastre del río después de un levantamiento tectónico de rocas) se han reconocido desde hace tiempo, a la inversa (los efectos de la erosión en la deformación tectónica) sólo se le ha puesto atención recientemente gracias a la disponibilidad de equipo técnicas de modelización.
La tectónica modifica la erosión, ya que modifica la topografía de la superficie, que es el parámetro más importante que controla los procesos de transporte masivo de la superficie. La erosión puede ser reducido en un paisaje llano antes de una falla normal que genera un gradiente topográfico, por ejemplo. Accidentes geográficos se consideran generalmente como el resultado de la interacción entre la tectónica y el levantamiento isostático y la respuesta de la erosión superficial.
La deformación tectónica puede estar condicionada sutilmente por el efecto de la erosión que elimina parte del peso de los rocas más superficiales, modificando así estado de tensión en el fondo y el patrón de la deformación.
Aunque originalmente se propuso para la configuración de colisión continental, en la actualidad los efectos de la erosión en la deformación tectónica se han ampliado a una diversidad de entornos tectónicos incluidos los márgenes continentales, la subducción de placas, y las altas mesetas.